# Съвместно командване на силите
Съвместното командване на силите (до 2011 г. Съвместно оперативно командване) е структура, част от българската армия, осъществяваща „командването и оперативното управление на пряко подчинените му военни формирования, както и командването на формирования от видовете въоръжени сили при провеждането на съвместни операции.“

## История
Във връзка с приемането на страната в НАТО България трябва да създаде нова командна структура. На 15 октомври 2004 г. на основание на заповед на министъра на отбраната е създадено Съвместно оперативно командване (СОК). На 1 юли 2011 г. във връзка с промени в командната структура на НАТО и плана за развитие на българската армия от Съвместното оперативно командване и Щаба по осигуряване и поддръжка е създадено Съвместно командване на силите (СКС). Сред основните задачи на СКС са „командването и управлението на Българската армия, планирането и воденето на операции на територията на страната и извън нея на оперативно ниво, както и логистичното осигуряване на българската армия“.
Командирите на трите рода войски на българската армия – сухопътни, военновъздушни и военноморски са подчинени на командира на СКС, а щабовете на трите рода войски са интегрирани с щаба на СКС като „единно ниво на управление“.

## Наименования
През годините формированието носи различни имена според претърпените реорганизации:
- Съвместно оперативно командване (15 октомври 2004 – 1 юли 2011 г.)
- Съвместно командване на силите (от 1 юли 2011 г.)

## Командващи
- Генерал-майор Кольо Бъчваров (3 май 2004 – 1 юни 2006)
- Генерал-майор Ангел Златилов (1 юни 2006 – 1 юни 2008)
- Генерал-лейтенант Галимир Пехливанов (1 юни 2008 – 1 юли 2009)
- Генерал-лейтенант Атанас Самандов (1 юли 2009 – 17 септември 2014)
- Контраадмирал Георги Мотев (17 септември 2014 – 21 февруари 2015)[4]
- Генерал-майор Златко Златев (21 февруари 2015 – 29 юни 2015)[4]
- Генерал-майор (ген.-лейт. от 30.06.2016) Любчо Тодоров (30 юни 2015 – 1 септември 2021)
- Генерал-майор Валери Цолов (1 септември 2021 – 26 декември 2023 г.)
- Генерал-майор Красимир Кънев (от 26 декември 2023 – 5 януари 2025)
- Генерал-майор Станимир Христов (от 5 януари 2025 г.)

## Заместник-командващи
- Генерал-майор Ангел Златилов (1 юни 2008 – 1 юли 2009)
- Контраадмирал Георги Мотев (1 декември 2012 – 21 февруари 2015)
- Генерал-майор Златко Златев (21 февруари 2015 – 27 септември 2016)
- Генерал-майор Тодор Дочев (8 ноември 2016 – 15 януари 2018)
- Генерал-майор Иван Лалов (6 май 2018 – 9 август 2021)
- Бригаден генерал Васил Лазаров (1 септември 2021 – 1 януари 2023)
- Бригаден генерал Христо Ганецовски (1 януари 2023 – 6 януари 2025)
- Флотилен адмирал Галин Манев (от 6 януари 2025 г.)

## Началници на щаба
- Бригаден генерал Нейко Ненов (до 1 юли 2008)
- Бригаден генерал Васил Димитров (1 юли 2009 – 3 февруари 2014)
- Бригаден генерал Стефан Петров (30 юни 2014 – 4 март 2015)
- Комодор Димитър Йорданов (4 март 2015 – 8 декември 2018)
- Бригаден генерал Валентин Кръстев (17 януари 2019 – 1 август 2022)
- Флотилен адмирал Галин Манев (1 август 2022 – 6 януари 2025 г.)
- Бригаден генерал Христо Христов (от 6 януари 2025 г.)